# Cymboglossum
Cymboglossum é um género botânico à família das orquídeas (Orchidaceae).